# Plataforma autoelevatória

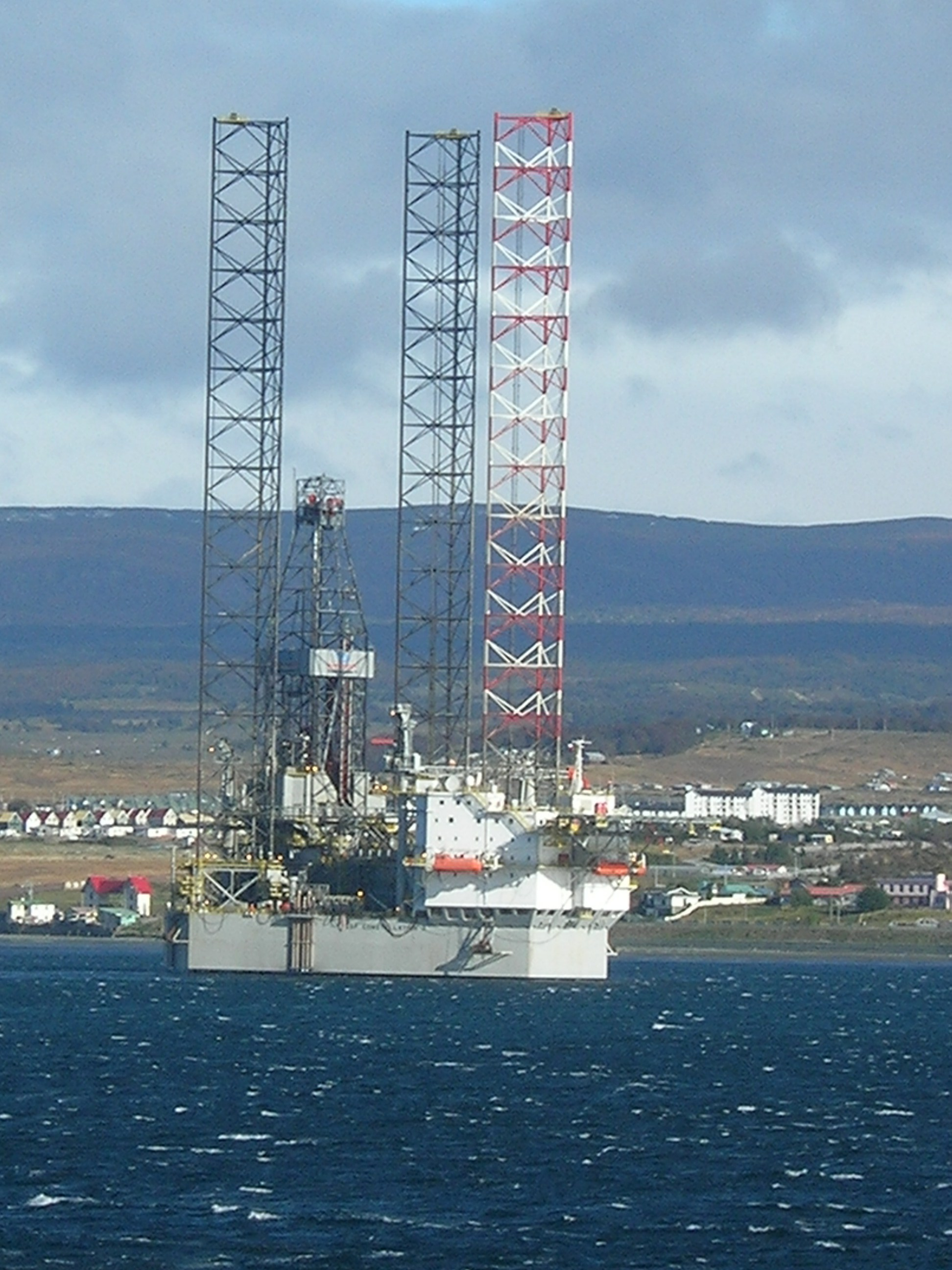
Plataforma auto-elevatória.

Uma plataforma autoelevatória (ou autoelevável, em inglês: jack-up) é um tipo de plataforma móvel que pode se fixar ao fundo do mar através de 3 ou mais pernas. Geralmente não possuem propulsão própria, dependendo de rebocadores para chegar à locação desejada.

## Utilização
Devido a sua mobilidade e facilidade de ancoragem, a utilização mais frequente para as plataformas autoelevatórias é de unidade de perfuração. Também podem ser utilizadas como unidade de apoio, hospedando a força de trabalho de unidades próximas (conhecida por Flotel Hellen Joyce ). Pelo seu aspecto construtivo só pode ser utilizada em águas rasas, com a profundidade limitada pela altura das pernas.